# Островът на обречените
„Островът на обречените“ (оригинално заглавие на английски: Harper's Island) е американски трилър/хорър сериал създаден от Ари Шлосбърг и излъчен по CBS през телевизионния сезон 2008 – 2009.
Първият епизод е излъчен на 9 април 2009 г., а последният на 11 юли 2009 г. Сериалът е съставен от единствен сезон, който има 13 отделни епизода. Във всеки епизод един или повече герои умират. Мистерията около убийствата е разкрита в последния епизод, въпреки че подсказки има още от самото начало.
Сериалът е заснет близо до Ванкувър, Канада. На актьорите и актрисите не им се разкриват детайлите около смъртта на персонажите им до раздаването на сценариите за съответния епизод. Единственият актьор, който предварително знае продължителността на договора си, е Ричард Бърги.

## Сюжет
Внимание:  Текстът по-долу разкрива сюжета на произведението (или части от него)!
Група приятели и роднини заминават за Харпърс Айлънд, за да отпразнуват заедно предстоящата сватба на Триш Уелингтън, дъщеря на заможен строителен предприемач, и Хенри Дън, неин приятел от детство. Изолираният остров, към който са се оправили е бил сцената на сериен убиец, който преди седем години е отнел по-особено жесток начин шест човешки живота. Една от жертвите е Сара Милс, майката на Аби Милс и съпруга на шериф Чарли Милс. Седем години по-късно Аби трябва да се изправи пред ужасяващите си мрачни спомени, след като е поканена от най-добрия си приятел Хенри. Всички вярват, че Джон Уейкфийлд, убиецът от Харпърс Айлънд, е мъртъв, но поредицата от мистериозни изчезвания събужда съмнения в някои от гостите. Във всеки епизод поне по един от персонажите е убит, а мистерията започва да се разплита. Заплетените отношения, травми от миналото и съмнението, че всеки може да бъде убиецът държат всички останали на острова в напрежение.

## Развитие
Сериалът е създаден по идея на Ари Шлосбърг, който също така е сценарист на пилотния епизод и е разработил шоуто по поръчка на CBS за телевизионния сезон 2008 – 2009.
През март 2008 CBS поръчва 15-минутна пилотна презентация на проекта. През май 2008 към екипа се присъединяват Джефри Бел и Джон Търтълтауб. Шлосбърг запазва позицията си на ко-изпълнителен продуцент, заедно с Карим Зрийк и Дан Шоц.
Бел пренаписва пилотният епизод, който Търтълтауб впоследствие режисира. По време на пренаписването шестима от общо 15 оригинални членове на актьорския екип са сменени, сред които Райън Мериман (Хенри Дън), Саманта Ноубъл (Триш Уелингтън), Бил Доу (шериф Милс) и Бил Пулман (чичо Марти). Актьорите играещи Томас Уелингтън и Хънтър Дженингс също са сменени.

## Актьорски състав

### Главни
- Илейн Касиди като Аби Милс, Доброто момиче, най-добрата приятелка на младоженеца
- Кристофър Горъм като Хенри Дън, Младоженецът, годеникът на Триш Уелингтън
- Кейти Касиди като Патриша Триш Уелингтън, Булката, годеницата на Хенри Дън
- Камерън Ричардсън като Клоуи Картър, Флиртаджийката, една от шаферките
- Адам Кемпбъл като Кал Вандюсън, Аутсайдерът, приятелят на Клоуи
- Си. Джей. Томасън като Джими Менс, Старият пламък, местен рибар и бивш приятел на Аби
- Джим Бийвър катоЧарли Милс, Шерифът, бащата на Аби

### Поддържащи
- Ричард Бърги като Томас Уелингтън, Бащата на булката, баща на Триш и Шей
- Виктор Уебстър като Хънтър Дженингс, Другият мъж, бившият приятел на Триш от колежа
- Мат Бар като Кристофър Съли Съливън, Кумът, най-добрият приятел на Хенри
- Дийн Чеквала като Джей Ди Дън, Черната овца, братът на Хенри
- Хари Хамлин като Марти Дън, Чичото, чичото на Хенри и Джей Ди
- Джина Холдън като Шей Алън, Кумата, сестра на Триш и майка на Медисън
- Касандра Сотъл като Медисън Алън, Цветарката, дъщерята на Шей и Ричард
- Дейвид Луис като Ричард Алън, Зетят, съпругът на Шей и бащата на Медисън
- Клодет Минк като Катрин Уелингтън, Мащехата, втората съпруга на Томас
- Брандън Джей Макларън като Дани Брукс, Приятелят от колежа, приятел на Хенри от колежа
- Крис Гутиер като Малкълм Рос, Мошеникът, приятел на Хенри
- Шон Роджърсън като Джоел Бут, Задръстенякът, приятел на Хенри
- Амбър Борицки като Бет Барингтън, Необвързаната, шаферка и бивша съквартирант на Триш от колежа
- Сара Смит като Луси Дарамур, Изисканата, шаферка и една от приятелките на Триш
- Бен Котън като Шейн Пиърс, Местният, местен рибар и приятел на Джими
- Ана Мей Рутледж като Кели Сийвър, Отхвърлената, бившата приятелка на Шейн
- Али Лийбърт като Ники Болтън, Мотористката, приятелка на Аби, която държи Дъ Кенъри
- Бевърли Елиът като Маги Крел, Организаторката на сватби, мениджърът на Кендълуик Ин
- Калъм Кийт Рени като Джон Уейкфийлд, убиецът и истинският баща на Хенри

## Таблица на убийствата
| Аби              |
| Джими            |
| Медисън          |
| Шей              |
| Хенри            |
| Джон Уейкфийлд   |
| Съли             |
| Триш             |
| Дани             |
| Клоуи            |
| Кал              |
| Зам. шериф Лилис |
| Шейн             |
| Ники             |
| шериф Милс       |
| Маги             |
| полицай Колтър   |
| полицай Риджънс  |
| Катрин           |
| Бет              |
| Джей Ди          |
| Кол Харкин       |
| Зам. шериф Гарет |
| Малкълм          |
| Ричард           |
| Томас            |
| Бут              |
| Хънтър           |
| Луси             |
| Кели             |
| отец Фейн        |
| Марти            |
| Бен              |

     Този човек преживява клането и напуска острова
     Този човек оживява в епизода
     Този човек умира в епизода
     Този човек е разкрит като убиец

## Жертвите
1-ва жертва – Бен Уеллингтън
- Причина – убит от перката на яхтата
- Обстоятелства – привързан е към перката на яхтата
- Убиец – неясен
- Час в епизода 06:40 (епизод 1)

2-ра жертва – Марти Дън
- Причина – разчленен
- Обстоятелства – заклещва се на дървения мост, на който предварително са били срязани няколко дъски
- Убиец – Хенри Дън
- Час в епизода 38:10 (епизод 1)

3-та жертва – отец Фейн
- Причина – обезглавен
- Обстоятелства – примамен е в гората
- Убиец – Хенри Дън
- Час в епизода 12:10 (епизод 2)

4-та жертва – Кели Сивър
- Причина – обесена
- Обстоятелства – намерена е в дома си обесена на тавана, а очите ѝ са пълни с червено мастило
- Убиец – неясен ^
- Час в епизода 33:41 (епизод 2)

5-а жертва – Люси Дарамур
- Причина – изгорена жива
- Обстоятелства – пада в яма и е залята с бензин, а след това подпалена
- Убиец – неясен ^
- Час в епизода 38:02 (епизод 2)

6-а жертва – Хънтър Дженингс
- Причина – застрелян
- Обстоятелства – напуска острова с лодка, но двигателят спира и опитвайки се да отвори капака на двигателя е застрелян от предварително заредена пушка
- Убиец – Хенри Дън
- Час в епизода 39:45 (епизод 3)

7-ата жертва – Джоел Бут
- Причина – застрелва се по невнимание
- Обстоятелства – без да иска изпуска пистолета и се застрелва в десния крак; умира в гората от кръвозагуба
- Убиец – Джоел Бут
- Час в епизода 35:00 (епизод 4)

8-ата жертва – Томас Уелингтън
- Причина – посечен
- Обстоятелства – по време на репетицията за сватбата, когато трябва да запали сватбената свещ е съсечен от лопата за обезглавяване на китове, която е монтирана в полилея над него
- Убиец – неясен
- Час в епизода 40:59 (епизод 5)

9-а жертва – Ричард Алън
- Причина – прободен от китоловен харпун
- Обстоятелства – застрелян е в гръб с китоловен харпун докато говори по телефона
- Убийца – Хенри Дън
- Час в епизода 41:08 (епизод 6)

10-а жертва – Малкълм Рос
- Причина – посечен, а след това изгорен в пещ
- Обстоятелства – докато гори намерените пари в пещта е изненадан в гръб и посечен, а след това изгорен
- Убиец – неясен
- Час в епизода 35:13 (епизод 7)

11-а жертва – зам. шериф Гарет
- Причина – застрелян
- Обстоятелства – застрелян в гръб в полицейското управление
- Убиец – Джон Уейкфийлд
- Час в епизода 07:20 (епизод 8)

12-а жертва – Кол Харкин
- Причина – застрелян със стрели
- Обстоятелства – излизайки от къщата си е застрелян с една стрела, изпуска газената лампа и предизвиква пожар, а след това е застрелян с още една стрела
- Убиец – Джон Уейкфийлд
- Час в епизода – 4.06.09, 35:00 (епизод 8)

13-а жертва – Джей Ди Дън
- Причина – неизвестни обстоятелства
- Обстоятельства – бягайки на пристана е застигнат от убиеца, най-вероятно раната от която умира е прободна; издъхва в ръцете на Аби
- Убиец —Хенри Дън
- Час в епизода 41:06 (епизод 8)

14-а жертва – Бет Берингтън
- Причина – неясна
- Обстоятелства – тялото ѝ е намерено в подземните тунели; вероятно е била разсечена на две, защото се вижда само горната половина от тялото ѝ
- Убиец – Джон Уейкфийлд
- Час в епизода 33:00 (епизод 9)

15-а жертва – Катрин Уелингтън
- Причина – прободена
- Обстоятелства – прободена е с градинарски ножици, докато седи на дивана
- Убиец – Хенри Дън
- Час в епизода 42:00 (епизод 9)

16-а жертва – полицай Дарил Риджънс
- Причина – застрелян
- Обстоятелства – застрелян е докато слиза от самолета
- Убиец – Джон Уейкфийлд
- Час в епизода 06:37 (епизод 10)

17-а жертва – полицай Тайра Колтър
- Причина – застреляна
- Обстоятелства – застреляна е заедно с колегата си полицай Риджънс
- Убиец – Джон Уейкфийлд
- Час в епизода 06:38 (епизод 10)

18-а жертва – Меги Крел
- Причина – обесена
- Обстоятелства – напуска бар Дъ Кенъри с мотива, че убиецът не се интересува от местните, малко след това е провесена от покрива на бара
- Убиец – Джон Уейкфийлд
- Час в епизода 24:10 (епизод 10)

19-а жертва – Шериф Чарли Милс
- Причина – обесен
- Обстоятелства – завързан е за автомобила на Уейкфийл, който потегляйки го провесва на едно дърво в Кендълуик Ин
- Убиец – Джон Уейкфилд
- Час в епизода 40:20 (епизод 10)

20-а жертва – Ники Болтън
- Причина – прободена
- Обстоятельства – Уейкфийлд нахлува в Дъ Кенъри и Ники се опитва да го застреля, но той хваща пушката ѝ и я промушва с китоловен нож
- Убиец – Джон Уейкфийлд
- Час в епизода 09:40 (епизод 11)

21-вата жертва – Шейн Пиърс
- Причина – прободен
- Обстоятелства – опитвайки се да защити останалите Уейкфийлд го промушва няколко пъти с китоловен нож
- Убиец – Джон Уейкфийлд
- Час в епизода 13:40 (епизод 11)

22-рата жертва – Помощник шериф Лилис
- Причина – прерязано гърло
- Обстоятелства – намерен е заколен в църквата
- Убиец – неясен
- Час в епизода 21:02 (епизод 11)

23-та жертва – Кал Вандюсън
- Причина – заколен
- Обстоятелства – опитвайки се да спаси Клоуи е приклещен на въжен мост и заколен
- Убиец – Джон Уейкфийлд
- Час в епизода 36:52 (епизод 11)

24-та жертва – Клоуи Картър
- Причина – самоубива се
- Обстоятелства – Уейкфийлд я приклещва на въжения мост, но за да не я хване тя скача в реката и умира
- Убиец – Клоуи Картър
- Час в епизода 38:04 (епизод 11)

25-а жертва – Дани Брукс
- Причина – промушен в главата
- Обстоятельства – борейки се с Уейкфийлд главата му е нанизана на метално острие
- Убиец – Джон Уейкфийлд
- Час в епизода 33:18 (епизод 12)

26-а жертва – Триш Уелингтън
- Причина – намушкана
- Обстоятелства – бягайки от Уейкфийлд тя попада на Хенри и докато стои в обятията му е намушкана до смърт в левия хълбок
- Убиец – Хенри Дън
- Час в епизода 40:27 (епизод 12)

27-ата жертва – Кристофър Съливън
- Причина – намушкан
- Обстоятелства – докато търсят Триш Хенри му разказва истината за себе си; Съли се опитва да го застреля, но пушката му е без патрони; попада в засада и е намушкан до смърт
- Убиец – Хенри Дън
- Час в епизода 15:55 (епизод 13)

28-ата жертва – Джон Уейкфийлд
- Причина – намушкан
- Обстоятелства – намушкан е гърдите от Хенри, мислейки си, че той ще убие Аби
- Убиец – Хенри Дън
- Час в епизода 21:55 (епизод 13)

29-а жертва – Хенри Дън
- Причина – намушкан
- Обстоятелства – идвайки в гръб на Аби е намушкан от нея с китоловен нож
- Убиец – Аби Милс
- Час в епизода 40:10 (епизод 13)

## Международно разпространение
| Държава                | Телевизия           | Премиера на сериала | Име (ако не съвпада с оригиналното) |
| ---------------------- | ------------------- | ------------------- | ----------------------------------- |
| Аржентина              | A&E                 |                     |                                     |
| Австралия              | Network Ten         |                     |                                     |
| Босна и Херцеговина    | TV1                 | 10 февруари 2012    | Otok smrti (Островът на смъртта)    |
| Бразилия               | A&E                 |                     |                                     |
| България               | PRO.BG              | 9 ноември 2009      | Островът на обречените              |
| Канада                 | Global              | 9 април 2009        |                                     |
| Колумбия               | A&E                 |                     |                                     |
| Чили                   | A&E                 |                     |                                     |
| Дания                  | TV 2                | 28 май 2009         |                                     |
| Доминиканска република | A&E                 |                     |                                     |
| Испания                | Telecinco           |                     |                                     |
| Франция                | M6                  |                     |                                     |
| Унгария                | TV2                 | септември 2009      |                                     |
| Ирландия               | RTÉ Two             | 8 юни 2009          |                                     |
| Италия                 | Rai Due             | 6 септември 2009    |                                     |
| Литва                  | TV3                 | 7 юли 2009          | Harperio sala                       |
| Мексико                | A&E                 |                     |                                     |
| Норвегия               | TV2 Zebra           | 19 април 2009       |                                     |
| Филипини               | Velvet и Studio 23  | 5 август 2009       |                                     |
| Полша                  | n и AXN             | 27 април 2009       | Wyspa Harpera                       |
| Португалия             | FOX                 | 1 юли 2009          | A ilha                              |
| Сингапур               | MediaCorp Channel 5 | 12 април 2009       |                                     |
| Швеция                 | TV4                 | 29 юни 2009         |                                     |
| Великобритания         | BBC Three           |                     |                                     |
| Венецуела              | A&E                 |                     |                                     |
| Перу                   | A&E                 |                     |                                     |
| Русия                  | TV3                 |                     |                                     |

## „Островът на обречените“ в България
В България първото излъчване на сериала започва на 9 ноември 2009 г. по PRO.BG с разписание от понеделник до четвъртък от 23:15 с повторение от вторник до петък от 03:00. От 16 ноември се излъчва от 22:15 с повторение от 02:00. Последният епизод е излъчен на 7 декември. Дублажът е на студио Тайтъл Бе-Ге. Ролите се озвучават от артистите Даниела Сладунова, Милица Гладнишка, Кристиян Фоков, Иван Петков и Петър Върбанов.
На 26 април 2010 г. започва повторно излъчване по AXN, този път преведен като „Островът на смъртта“, всеки понеделник от 22:00 с повторение на следващия ден от 02:05 и в събота от 00:00. Дублажът е на студио Александра Аудио. Ролите се озвучават от артистите Мина Костова, Милица Гладнишка, Лъчезар Стефанов и Живко Джуранов.
На 14 март 2013 г. започва повторно по Fox, всеки четвъртък от 22:40.